# Rövidcsőrű bozótkakukk
A rövidcsőrű bozótkakukk (Centropus rectunguis) a madarak osztályának kakukkalakúak (Cuculiformes) rendjébe, ezen belül a kakukkfélék (Cuculidae) családjába tartozó faj.

## Rendszerezése
A fajt Hugh Edwin Strickland angol ornitológus írta le 1847-ben.

## Előfordulása
Délkelet-Ázsiában, Brunei, Indonézia, Malajzia, Thaiföld területén honos. A természetes élőhelye szubtrópusi és  trópusi síkvidéki esőerdők és cserjések.

## Megjelenése
Átlagos testhossza 43 centiméter, testtömege 160 gramm.

## Életmódja
Rovarokkal és kisebb állatokkal táplálkozik.

## Szaporodása
Szaporodási időszaka márciustól májusig tart.

## Természetvédelmi helyzete
Elterjedési területe és egyedszáma is csökkenő. A Természetvédelmi Világszövetség Vörös listáján sebezhető kategóriában szerepel a faj.

## Külső hivatkozások
- Képek az interneten a fajról
- Xeno-canto.org